# Mafalda da Apúlia-Calábria
Mafalda da Apúlia-Calábria(1060 - Girona, 1108), foi Condessa consorte de Barcelona e Carcassona(1077-1082) e também Viscondessa de Narbona através dos dois casamentos a que se submeteu.

## Biografia
Mafalda era filha do duque Roberto Guiscardo da Apúlia-Calábria, da Casa de Altavila, e da sua esposa Siquelgaita de Salerno (1040-?), sendo desse modo irmã do PríncipeBoemundo I de Antioquia, que foi um dos líderes da Primeira Cruzada.
Casou em 1077 com Raimundo Berengário II de Barcelona, filho de Raimundo Berengário I de Barcelona e Almodis de La Marche. Este casamento poderá ter sido resultado da política de alianças do Papa Gregório VII, que procurava apoios junto da nobreza normanda no sul de Itália para combater o Imperador Henrique IV da Alemanha. Esta teoria é apoiada pelo facto de os condes Guilherme IV de Toulouse e Raimundo IV de Toulouse, meios-irmãos (por parte da mãe) de Raimundo Berengário casarem também com princesas normandas, dando a ideia de reforço de alianças.
A 5 de dezembro de 1082, Raimundo Berengário foi assassinado por um grupo de homens num bosque em Gualba. As suspeitas recaíram imediatamente sobre o irmão gémeo, com quem o defunto partilhava o poder. Mafalda dera há poucos dias à luz uma criança, a terceira do casal e o primeiro varão, o futuro Raimundo Berengário III de Barcelona, encontrando-se em Razès.
A morte precoce de Raimundo Berengário deixou Mafalda e os seus filhos numa má situação, visto que o filho varão não podia herdar o condado de Barcelona (e o Principado de Catalunha) até depois do falecimento do tio, Berengário Raimundo II de Barcelona. Felizmente pôde contar com o apoio e proteção do influente senescal do condado, Guilherme Raimundo e do irmão Asberto Raimundo, da Casa de Montcada. Desta forma, revoltas surgiram em Carcassona e Razès contra Berengário Raimundo. Á situação foi aproveitada por Bernardo Ato IV Trencavel, visconde de Béziers e sua mãe, Hermengarda, para tomar o controlo dos dois condados como viscondes, e, apoiados por Mafalda, foram também tutores do pequeno Raimundo Berengário até que este fosse armado Cavaleiro. Raimundo acabaria por aceder ao poder começando um governo conjunto com o tio aos quatro anos, em 1086.
Nesse mesmo ano, Mafalda casava pela segunda vez com o visconde Emérico I, de quem também teve quatro filhos. Enviuvou novamente em 1106, regressando a Barcelona, onde encontrou o filho Raimundo Berengário a governar já sozinho. Terá falecido dois anos depois no Mosteiro de São Daniel de Girona, e foi enterrada na catedral de Girona ao lado do primeiro marido.

## Casamento e descendência
Casou em 1077 com Raimundo Berengário II de Barcelona, de quem teve:
1. Almodis de Barcelona (1080 - 1140) casou com Ponce de Cervera, visconde de Baux.
2. Mafalda de Barcelona (n. c.(1080) casou com o visconde Arnaldo Guilherme de Fenollet.
3. Raimundo Berengário III "O Grande", conde de Barcelona (11 de Novembro de 1082 - 9 de Julho de 1131) casado por três vezes, a primeira com Maria Rodriguez, filha de El Cid, o segundo casamento foi com Almodis de Mortain e o terceiro casamento foi com Dulce de Gevaudun, condessa da Provença filha de Gilberto I de Gévaudan e de Gerberga da Provença.

Enviuvando em 1082, casou novamente em 1086 com Emérico I, de quem teve:
1. Emérico II de Narbona, visconde de Narbona (1080 - ?); casou-se com Ermengarda de Narbona.
2. Guiscardo de Narbona (?)
3. Bernardo de Narbona
4. Berengário de Narbona, arcebispo de Narbona (1156-1162)